# Marie Rose Lortet
Pour les articles homonymes, voir Lortet.
 (septembre 2017).
 (aout 2015).
Marie Rose Lortet est une artiste plasticienne française, née le 22 juillet 1945 à Strasbourg. Lortet a étudié à l'École des beaux-arts de Lyon, où elle a développé ses compétences en peinture. Elle a participé à de nombreuses expositions et a été reconnue pour son talent, notamment dans le domaine du portrait et des scènes de genre.
En 1966, Peter Knapp lui demande de créer « Un cerveau tricoté » pour une couverture de livre. Un ensemble de ses travaux est présenté dès 1967/69 à Jean Dubuffet alors rue de Sèvres à Paris. Il se porte acquéreur de certaines pièces pour la collection annexe de l’art brut « Neuve Invention ». En 1969, elle réalise sa première exposition personnelle à la Galerie Delpire, rue de l‘Abbaye, Paris.[réf. nécessaire]
L’année suivante, elle fait paraître Je connais les animaux, un livre pêle-mêle aux éditions de l’École des loisirs dont les illustrations sont réalisées en laine puis photographiées.
Plusieurs cheminements se dessinent au fil des nombreuses créations puis expositions: masques et territoires de laines, architectures de fils rigidifiées, miniatures « tricotages aux épingles », matériaux et trouvailles insolites s’y ajoutent parfois.[Interprétation personnelle ?]
Dans le catalogue du musée d’Angers, Marie Rose Lortet définit son travail ainsi : « C’est le temps déraisonnable qui rythme les longs cheminements à travers boucles et nœuds de mon travail. C’est une façon de construire simultanément le fond, les signes et le dessin qui s’y inscrivent, se fabriquent en même temps que l’écriture se développe. L’existence de ce fond intervient, se déroule au fur et à mesure que la pensée dicte les mots. C’est une acrobatie sans filet. »[source insuffisante]
Elle est la mère d'Aurélien Lortet.

## Expositions rétrospectives
- 2000	Musée Jean Lurçat & de la Tapisserie Contemporaine, Angers 1967/2000
- 2009	« J’en parle à ma fenêtre » Musée Bernard d’Agesci ,Niort 1967/2009

## Expositions
- 1969		Galerie Delpire, première exposition personnelle. Paris.
- 1978		« Les singuliers de l ‘art » Musée d’Art Moderne de Paris.
- 1985-88	« La dentelle est un art » Prix Bétonac (1er prix ), Belgique.
- 1987		« Neuve Invention » Collection de l’Art Brut, Lausanne,Suisse.
- 1992		Jacques & Marie Rose Lortet, Musée de Vernon,Eure.
- 1994		4th Textile Competition, Kyoto ( Japan ) International Textile Fair, Outstanding Award
- 2002		« Œil pour œil » Musée de la Halle St Pierre, Paris.
- 2003		« Cheminements croisés avec Jacques Lortet » Musée de Tournai, Belgique.
- 2004		« Simultanément avec Jacques Lortet » Musée d’Art Moderne, Troyes.
- 2006		« Œuvres confondues avec Jacques Lortet » Abbaye de Jumièges.
- 2007		« Avec le Facteur Cheval » Musée de la Poste, Paris.
- 2010		« Art & Déchirure » Chapelle St. Julien le Pt Quevilly, Rouen.
- 2011 – 12	« Un rêve d’éternité » Villa Empain Fondation Boghossian, Bruxelles, Belgique.
- 2012		« Tri-angles pour l’été avec Aurélien Lortet » Abbaye de Montivilliers.
- 2012		« points de laine pour histoire de fil » La Galerie Bleue Riscle, Gers.
- 2012		« des livres  qui nous regardent » Arimage. Corbeil,Essonnes.
- 2012		Sacré Blanc ! Musée Jean Lurçat & de la Tapisserie, Angers.
- 2014		« Marie Rose et les grosses machines » La Créa, la fabrique des savoirs, Elbeuf.
- 2014-15	« Sous le vent de l’art brut 2 » La Halle St. Pierre, Paris.
- 2014		« Dans les chambres hantées de Gilbert Lascault » Musée D’Issoudun.

## Œuvres dans les collections (acquisitions)
- Collection de l’art brut neuve-invention, Lausanne, Suisse.
- La Fabuloserie, Dicy Yonne, France.
- Musées Royaux d’Art et d’Histoire, Bruxelles, Belgique.
- Musée Jean Lurçat & de la tapisserie contemporaine, Angers.
- Fonds Régional d’Art Contemporain Haute-Normandie F. R.A.C.
- Fonds National d’Art  Contemporain, Paris. F.N.A.C.
- Dépôt à la piscine, Roubaix.
- The Musgrave and Kinley Outsiders Collection, Irish Museum of Modern Art, Dublin.
- Collection de Stadshoff, Musée du Docteur Guislain, Gand, Belgique.

Et dans de nombreuses collections privées